# Fédération Générale Autonome des Fonctionnaires des ministères économiques et financiers
La Fédération générale autonome des fonctionnaires des ministères économiques et financiers (FGAF-Finances) est une fédération syndicale qui regroupe des agents de ces ministères.

## Composition
La FGAF-Finances comprend notamment :
- Le Syndicat national autonomes des Finances publiques (SNAFIP)
- Le Syndicat national des Inspecteurs des finances publiques (SNIFIP)
- Le Syndicat des Personnels à statut de centrale des Ministères économiques et financiers (SPSCM)
- Le Syndicat national des Douaniers de la surveillance (SNDS)

## Affiliation
La FGAF-Finances est affiliée à la Fédération générale autonome des fonctionnaires (FGAF)